# Spökstaden
Spökstaden (La ville fantôme) är ett Lucky Luke-album från 1965. Det är det 25:e albumet i ordningen, och har nummer 20 i den svenska utgivningen. 

## Handling
Gamle Powell är övertygad om att det finns mer guld i hans gruva i Gold Hill. Rikedomen är av stort intresse för två banditer, Denver Miles och Colorado Bill. Lucky Luke kommer att hjälpa Powell.

## Bild och text
På slutsidorna i den svenskspråkiga versionen visas en svartvit målning, och en text om Guldrushen i Kalifornien.

## Svensk utgivning
- Morris; Goscinny, René, (översättare: Kåre Persson) (1975). Spökstaden. Lucky Lukes äventyr: 20. Stockholm: Albert Bonniers förlag. Libris 7285088. ISBN 91-48-40133-1
- Andra upplagan, 1980, och tredje upplagan, 1988, Bonniers Juniorförlag. ISBN 91-48-40133-1
- I Lucky Luke – Den kompletta samlingen ingår albumet i "Lucky Luke 1962-1964". Libris 9815658. ISBN 91-7134-023-8
- Den svenska utgåvan trycktes även som nummer 69b i Tintins äventyrsklubb (1989). Libris 7674088. ISBN 91-7904-255-4